# Río Chanza
El río Chanza, también llamado rivera del Chanza o arroyo del Chanza (en portugués: rio Chança), es un río del suroeste de la península ibérica, perteneciente a la cuenca hidrográfica del Guadiana, que discurre por la provincia española de Huelva y el distrito portugués de Beja. Tiene una longitud de 117,215 km.

## Curso
Nace en la localidad onubense de Cortegana, en la Sierra de Huelva, dentro del parque natural de Sierra de Aracena y Picos de Aroche. Desemboca como afluente del río Guadiana tributado de los arroyos de Santa Ana y de la Corte, las riveras de Calaboza y Cobica y el río Arochete. Además de Cortegana pasa por los municipios onubenses de Aroche, Rosal de la Frontera y El Granado. En la mayor parte de su recorrido define una larga sección de la frontera entre Portugal y España.
Su clima es mediterráneo-continental, por lo que el caudal presenta fuertes oscilaciones interanuales, con mínimos estivales y máximos invernales.

## Infraestructuras
En 2009 fue inaugurado el puente Internacional del Bajo Guadiana, que une las localidades de El Granado y Pomarão, convirtiéndose en la tercera vía de comunicación entre la provincia de Huelva y la región del Alentejo portugués.
En 2012 fue inaugurado el puente Internacional del Chanza, que une las localidades de Serpa y Paymogo.
Dispone de cuatro estaciones de control de aforo, entre las que se encuentra el embalse del Chanza, que abastece de agua parte de la zona y se localiza en las poblaciones de El Almendro, El Granado, Puebla de Guzmán y el municipio portugués de Mértola.

## Flora y fauna

### Flora
La vegetación de las márgenes españolas del Chanza está influenciada por el uso de las parcelas que lindan con el río de modo que en las lindes con parcelas agrícolas es frecuente encontrar vegetación de ribera como el Arundo donax o  cañaveral que se suele desarrollar cerca asentamientos humanos y cultivos.
Además se desarrollan otras comunidades ribereñas como las comunidades de adelfares y zarzas ampliamente distribuidas por cauces intermitentes, el lentisco y algunas especies de helechos. Sobre el lecho de inundación del río aparece la comunidad del junco churrero, herbazal que se inunda durante el invierno y se deseca en verano. También en el lecho aparece la presencia de vallicares anuales de aspecto muy uniforme de color pajizo que se da en primavera.
En parcelas forestales que lindan con el río predomina el jaral-aulagar, matorral que puede ir acompañada de encinas dispersas o eucaliptos de repoblación y representa una etapa avanzada de degradación del encinar termófilo. Con menor frecuencia aparecen los coscojales-lenticares,  etapa regresiva también del encinar termófilo, aunque más evolucionada que la anterior y que incluye coscojas, acebuches, algarrobos, lentiscos, palmitos, candiles, etc.

### Fauna
La fauna característica del río es la típica de ribera, siendo de destacar la nutria, la lamprea, el salinete, el pez fraile y la tortuga boba. Además de estas especies emblemáticas, se han registrado otras del grupo de ictiofauna. Son destacables el sábalo, la boga, pardilla, calandino, barbo comizo, anguila y colmilleja. Del grupo de los anfibios y reptiles cabe mencionar el galápago leproso, el sapillo pintojo ibérico y el sapo partero ibérico.
Entre la avifauna presente es recalcable el gran número de especies pertenecientes a las familias de las limícolas, entre las que destaca, por su grado de amenaza el chorlitejo patinegro; de los estérnidos, el fumarel común, catalogado en peligro de extinción; y de los láridos, la gaviota de Audouin. Destaca igualmente la presencia de la rapaz águila pescadora y de especies fluviales como martín pescador y andarríos chico.
Finalmente, del grupo de los invertebrados es destacable la presencia del bivalvo Pholas dactylus.